# Гайд-парк (Сидней)
Гайд-парк (англ. Hyde Park) — крупный городской парк в Сиднее.
Свою историю парк ведёт с 13 октября 1810 года, когда губернатор Нового Южного Уэльса Лаклан Маккуори приказал отвести территорию для «отдыха и развлечения жителей города и упражнений для войск», позже названную в честь лондонского Гайд-парка.
Гайд-парк расположен на территории площадью 16 га к востоку от Сиднейского делового района южнее побережья Порт-Джексона. Парк имеет прямоугольную форму, в северной части несколько закруглённую. С запада территория ограничена Элизабет-стрит, с юга — Ливерпуль-стрит, с востока — Колледж-стрит, на севере — Сент-Джеймс-роуд и Принс-Альберт-роуд. Примерно на две равные части, северную и южную, парк делит улица Парк-стрит. Рядом с границами парка расположены Верховный суд Нового Южного Уэльса, церковь Святого Иакова, Сиднейский госпиталь, Собор Девы Марии и Даунинг-Центр.
Парк состоит из садов, в нём произрастает 580 деревьев, главным образом, баньяна Ficus microcarpa и пальм. Территория парка пересечена аллеями. На его территории расположено несколько памятников, в северной части расположен фонтан Арчибальда, построенный в 1932 году. Сандрингемские сады расположены в восточной стороне парка, недалеко от пересечения улиц Park Street и College Street. В юго-западном углу парка находится станция Museum, а в юго-восточном — установлена пушка с германского рейдера «Эмден».

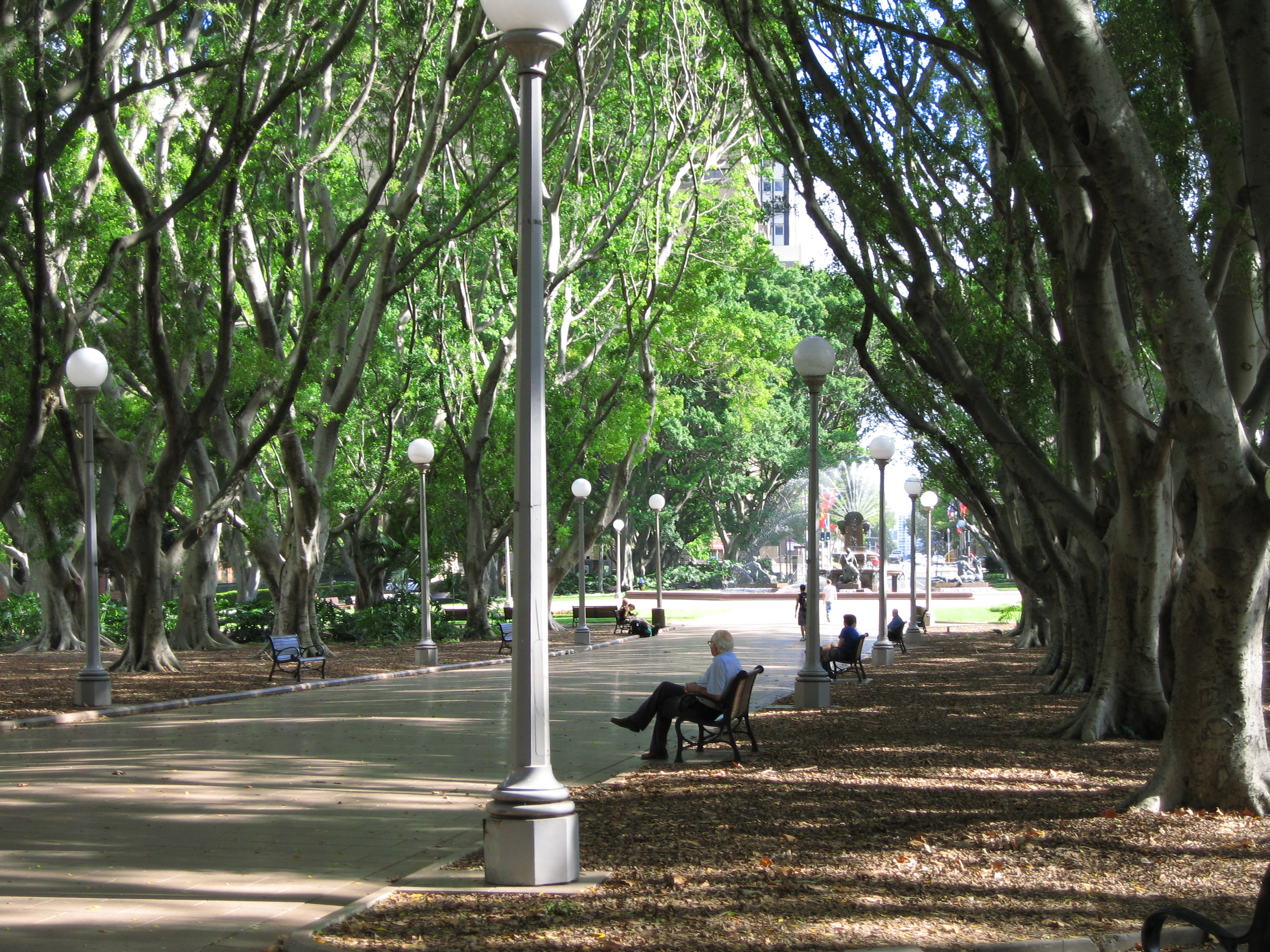
В сиднейском Гайд-парке.